# Sinfonia n. 5 (Šostakovič)
La Sinfonia n. 5 in re minore (Op. 47) di Dmitrij Šostakovič fu scritta tra l'aprile e il luglio del 1937 e fu eseguita per la prima volta a Leningrado dall'Orchestra Sinfonica di Leningrado (Odierna Orchestra filarmonica di San Pietroburgo) diretta da Evgenij Mravinskij, il 21 novembre dello stesso anno. È una delle più conosciute, apprezzate ed eseguite opere del maestro russo.

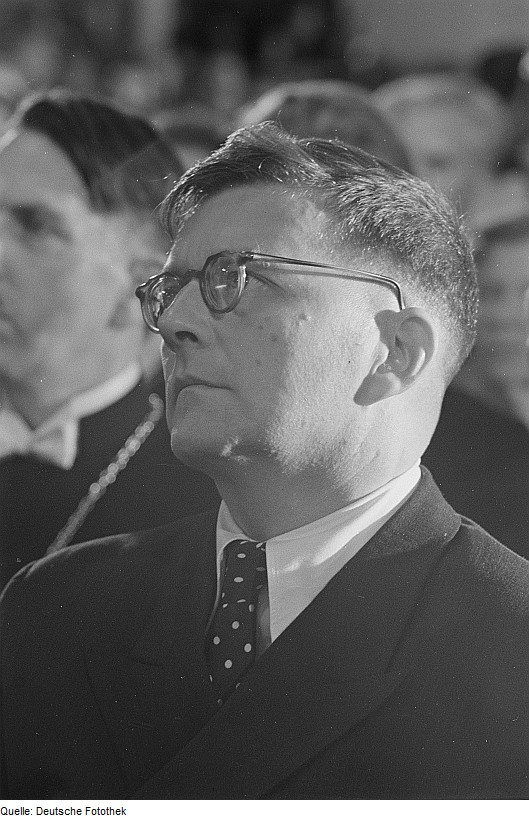
Dmitrij Šostakovič

## Storia
La stesura di questa sinfonia avvenne in un periodo travagliato della vita del compositore.
Nel 1936 ebbe luogo la rappresentazione dell'opera Lady Macbeth del Distretto di Mcensk. Un mese dopo, la Pravda stroncò l'opera di Šostakovič in un celebre articolo (anonimo, ma attribuibile o quantomeno riferibile a Stalin stesso, presente alla rappresentazione) intitolato Il caos anziché la musica.
Era chiaro che le composizioni di Šostakovič non erano ben viste dal regime.
La cosa si rese palese quando, all'incontro dell'Unione dei Compositori una settimana dopo la pubblicazione dell'articolo sulla Pravda, Lev Knipper, Boris Asafiev e Ivan Dzerzhinsky consigliarono al compositore di "tornare" sulla retta via: ciò significava la semplificazione delle sue future opere e l'adattamento di queste ai modelli alla base del Realismo Socialista.
Šostakovič non sembra avere altra possibilità che accettare di adeguarsi ai limiti imposti dal regime sovietico.
Chiese perciò aiuto al maresciallo Mikhail Tukhachevsky, allora uno dei più alti ufficiali dell'Armata rossa e fino al 1925 suo protettore. Il maresciallo rimase però vittima delle Grandi purghe messe in atto dal regime staliniano e, accusato ingiustamente di tradimento, venne fatto fucilare. Inoltre alcuni degli amici del compositore russo vennero arrestati e fatti misteriosamente sparire. Per un anno Šostakovič temette di subire la loro stessa sorte.
Il compositore completò nel frattempo la sua quarta sinfonia in aprile, ma ritirò l'opera proprio durante le prove, per timore di avere ulteriori problemi col regime.
Quattro mesi dopo aver ritirato l'ultima sua sinfonia, cominciò a scrivere la successiva. Šostakovič tentò con questa di riabilitarsi dinanzi allo Stato, attraverso una nuova composizione che, almeno in apparenza, risultasse all'altezza delle aspettative del partito.
La sinfonia fu un grande successo, e si dice abbia ricevuto un'ovazione durata mezz'ora.

## Struttura
La sinfonia dura all'incirca 45 minuti, e si divide in 4 movimenti:

### Moderato
In questo primo tempo, Šostakovič sfodera le sue capacità compositive attraverso la costruzione per climax delle diverse sezioni del movimento: esse crescono per intensità attraverso lo strettissimo sviluppo delle idee tematiche, fino a raggiungere la vetta espressiva a metà del movimento con un'immensa esplosione orchestrale, che poi lentamente ripiega su sé stessa sino a spegnersi in un'ultima lirica ripresa dei temi del primo tempo.
La sinfonia si apre con gli archi, che subito espongono il tema, alla base di tutta la prima sezione del movimento. In questa parte il tema sembra descrivere sensazioni alterne di serenità e inquietudine. Successivamente il tema viene esposto anche dalla sezione dei legni e degli ottoni, e si assiste al solo di corni, flauti, clarinetti. La seconda sezione del movimento si apre intorno al sesto minuto, quando l'entrata del pianoforte distrugge il clima di serenità iniziale e apre la strada al solo dei corni. In seguito si ha l'entrata delle trombe, dei legni. Inizia così il crescendo di tutta l'orchestra, che risolverà con l'entrata delle trombe, dei timpani e del rullante: questa parte della sinfonia è una marcia che deve essere intesa come uno sbeffeggiamento del compositore russo verso il regime stalinista. Alla fine della marcia, inizia un nuovo crescendo orchestrale: Šostakovič affida alle varie sezioni dell'orchestra la ripetizione del tema iniziale. Con i colpi dei timpani si raggiunge l'apice della tensione della sinfonia. Dopo questa violenta sezione, la musica torna in toni più contenuti, con dialoghi tra i vari legni. L'entrata dei corni fa da preludio all'entrata del flauto solista, e infine assistiamo all'intervento del primo violino. Il movimento conclude con una particolare scala cromatica, ripetuta tre volte, affidata alla celesta.

### Allegretto
Il secondo movimento è un energico valzer d'ispirazione mahleriana, il cui tema principale deriva da una germinazione dell'inciso melodico assegnato ai fiati nel grande centrale climax del primo movimento.
Il movimento consiste nella ripetizione di due temi, affidati alle varie sezioni dell'orchestra.

### Largo
Dopo l'uso delle trombe e dei corni nei due precedenti movimenti, in questo Šostakovič non usa ottoni. Gli archi sono divisi per tutto il movimento: i violini in 3 gruppi, le viole in 2, i celli in 2. I contrabbassi rimangono all'unisono. In questo movimento, dai toni molto più contenuti rispetto ai precedenti, bellissime melodie basate su un tema che verrà chiaramente esposto nella parte centrale (la prima volta lo si può ascoltare alla metà del secondo minuto), sono cantate dagli archi e dai fiati solisti, a turno. L'apice della tensione del brano, intorno al nono minuto, con il tema richiamato da archi e xilofono solisti, apre la strada allo stupendo tema dei violoncelli soli, dopo la cesura. La chiusura del brano, affidata ad arpa e celesta, in un clima magico e delicato, sembra richiamare la surreale fine del primo movimento.
Šostakovič dichiarò, in un articolo sulla rivista Večernjaja Moskva (Вечерняя Москва), del dicembre del 1940:
"Il terzo movimento mi sembra riuscito. Penso di aver costruito un tempo che evolve progressivamente dall'inizio alla fine."

### Allegro non troppo
Nel quarto movimento sono presenti quattro sezioni.
A rompere il clima quasi fatato del terzo movimento è un crescendo di una battuta, di tutta l'orchestra, che fa da apertura ad un solo di timpani e ottoni, in una marcia che coinvolge successivamente tutta l'orchestra. Segue un lungo dialogo tra archi, corni e flauti, culminante nell'entrata dell'arpa. Successivamente entra l'intera orchestra, e con un crescendo, costante sino alla fine, si raggiunge l'apice della tensione: dopo l'esplosione finale di tutta l'orchestra, questa sinfonia si conclude con un solo di timpani, percussioni e ottoni (simboleggianti il potere del regime), che si sovrappongono a un incessante ripetizione della tonalita di Re Maggiore della sezione degli archi, rappresentantanti il compositore oppresso dal regime.
Sempre sul giornale precedentemente citato, il compositore parla così riguardo al quarto movimento:
"Mi è stato detto che lo stile del movimento è diverso da quello degli altri tre. Mi sento di smentire. In conformità con l'idea principale dell'intera opera, il finale risponde a tutte le domande sorte nei precedenti tempi [...]. Questo finale dà una risposta ottimista ai momenti tragici che troviamo nei precedenti tempi della sinfonia".

## Discografia
- Moscow Philharmonic Orchestra, Kirill Kondrashin
- New York Philharmonic, Leonard Bernstein, 1979
- "Shostakovic, The symphonies", Vladimir Ashkenazy, Royal Philharmonic Orchestra
- New York Philharmonic Orchestra, Dimitri Mitropoulos, 1952
- London Symphony Orchestra, Witold Rowicki, 1967